# Шимечко Ігор Миронович
І́гор Миро́нович Шиме́чко (нар. 27 травня 1986, м. Львів, СРСР) — український важкоатлет, дворазовий переможець чемпіонатів Європи та бронзовий призер чемпіонату світу з важкої атлетики. Учасник трьох Олімпійських ігор (2008, 2012, 2016). Заслужений майстер спорту.

## Біографія
Ігор Шимечко народився у Львові, де й почав займатися важкою атлетикою у 11-річному віці. Змінивши декілька атлетичних клубів, Ігор врешті-решт перейшов у 2000 році до спортивної школи «Локомотив» разом зі своїм тренером Романом Новицьким. Незабаром наставник Шимечка залишив спорт і новим тренером хлопця став Ярослав Мартинюк.
Перші серйозні успіхи прийшли до Ігора у 2006 році, коли він став срібним призером чемпіонату світу серед юніорів у Китаї та здобув медаль того ж ґатунку на континентальному змаганні серед молоді у Палермо з сумарним результатом 398 кг (186+212). Саме тоді Шимечка почали розцінювати як одного з найбільш перспективних українських важкоатлетів.
У 2008 році вже на дорослому чемпіонаті Європи в Італії Ігор показав другий результат у ривку (196 кг), однак його показник у поштовху (218 кг) був лише восьмим, що призвело до підсумкової шостої позиції у загальному заліку. Втім, лічені місяці, що лишалися до початку Олімпійських ігор у Пекіні, пішли українському спортсмену на користь — на головних змаганнях чотириріччя Шимечку вдалося показати значно кращі результати, довівши сумарний показник до 433 кг (201+232). Цього виявилося достатньо для почесного 5 місця.
2009 рік виявився для Ігора Шимечка багатим на досягнення — спочатку він доволі впевнено переміг на Чемпіонат Європи у Бухаресті, випередивши найближчих конкурентів аж на 15 кг у сумі з результатом 433 кг (203+230). А потім, дещо збавивши оберти, додав до свого доробку «бронзу» Чемпіонату світу у Кореї (у ривку Ігор показав найкращий результат — 202 кг, а ось у поштовху його показники виявилися знову не надто великими — лише 225 кг).
У 2011 році на Чемпіонаті Європи у Казані український важкоатлет посів почесне друге місце, пропустивши вперед лише росіянина Дмитра Лапікова. Втім, результат Ігора, порівняно з його попередніми показниками, був аж надто скромним — 412 кг (195+217). Однак на початку 2012 року стало відомо, що допінг-проба російського атлета на змаганнях виявилася позитивною, тож його було позбавлено золотої медалі, а звання чемпіона перейшло до Шимечка.

## Досягнення
- Чемпіон Європи (2): 2009, 2011
- Срібний призер чемпіонату світу серед юнаків (1): 2006
- Срібний призер чемпіонату Європи серед юнаків (1): 2006
- Бронзовий призер чемпіонату світу (1): 2009
- Учасник Олімпійських ігор (2): 2008, 2012
- Заслужений майстер спорту